# Municipio de Villa de Etla
El municipio de Villa de Etla es uno de los 570 municipios en que se encuentra dividido el estado mexicano de Oaxaca. Se encuentra al centro del estado, su cabecera es la Villa de Etla.

## Geografía
El municipio de Villa de Etla se encuentra ubicado en el centro del estado de Oaxaca, forma parte de la región Valles Centrales y del distrito de Etla. Tiene una extensión territorial total de 8478 kilómetros cuadrados que representan el 0.01 % de la extensión total del estado. Sus coordenadas geográficas extremas son 17°10′ - 17°13′ de latitud norte y 96°46′ - 96°49′ de longitud oeste y su altitud va de 1600 a 1800 metros sobre el nivel del mar.
Limita al norte con el municipio de Magdalena Apasco y con el municipio de San Juan Bautista Guelache, al este con el municipio de San Agustín Etla, al sureste con el municipio de San Pablo Etla, al sur con el municipio de Guadalupe Etla y al oeste con el municipio de Reyes Etla.

## Demografía
La población total del municipio de Villa de Etla de acuerdo con el Censo de Población y Vivienda realizado en 2010 por el Instituto Nacional de Estadística y Geografía, es de 9 280 habitantes, de los que 4 426 son hombres y 4 854 son mujeres.
La densidad de población asciende a un total de 1094.6 personas por kilómetro cuadrado.

### Localidades
El municipio se encuentra formado por solo cinco localidades, su población de acuerdo al censo de 2010 son:
| Localidad                        | Población (2010) |
| -------------------------------- | ---------------- |
| Villa de Etla                    | 7 285            |
| Santo Domingo Barrio Alto        | 909              |
| Fraccionamiento Santo Domingo    | 871              |
| Colonia Ilhuicamina (El Nanchal) | 156              |
| El Espinal                       | 59               |
| Total municipio                  | 9 280            |

## Política

### Representación legislativa
Para la elección de diputados locales al Congreso de Oaxaca y de diputados federales a la Cámara de Diputados federal, el municipio de Fresnillo de Trujano se encuentra integrado en los siguientes distritos electorales:
Local:
- Distrito electoral local de 8 de Oaxaca con cabecera en Ixtlán de Juárez.[4]

Federal:
- Distrito electoral federal 2 de Oaxaca con cabecera en Teotitlán de Flores Magón.[5]

### Presidentes municipales
- (2017 - 2018): Elías Roberto Mendoza Pérez